# Кабаково (Алейський район)
Кабако́во (рос. Кабаково) — село у складі Алейського району Алтайського краю, Росія. Входить до складу Кашинської сільської ради.

## Населення
Населення — 621 особа (2010; 785 у 2002).
Національний склад (станом на 2002 рік):
- росіяни — 93 %